# Cadours
Cadours är en kommun i departementet Haute-Garonne i regionen Occitanien i södra Frankrike. Kommunen ligger i kantonen Cadours som tillhör arrondissementet Toulouse. År 2022 hade Cadours 1 134 invånare.

## Befolkningsutveckling
Antalet invånare i kommunen Cadours
Referens:INSEE

## Monument

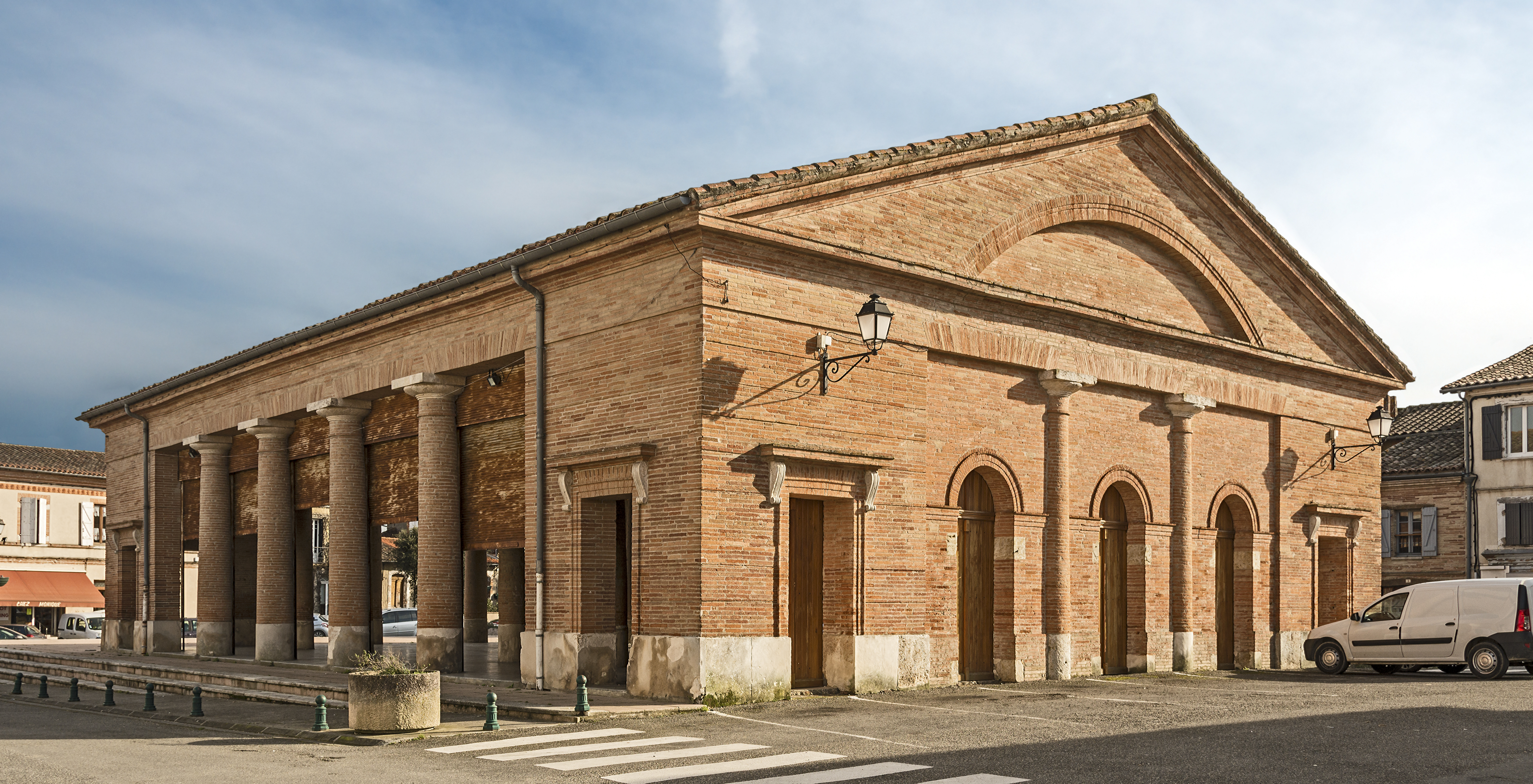
Saluhall.
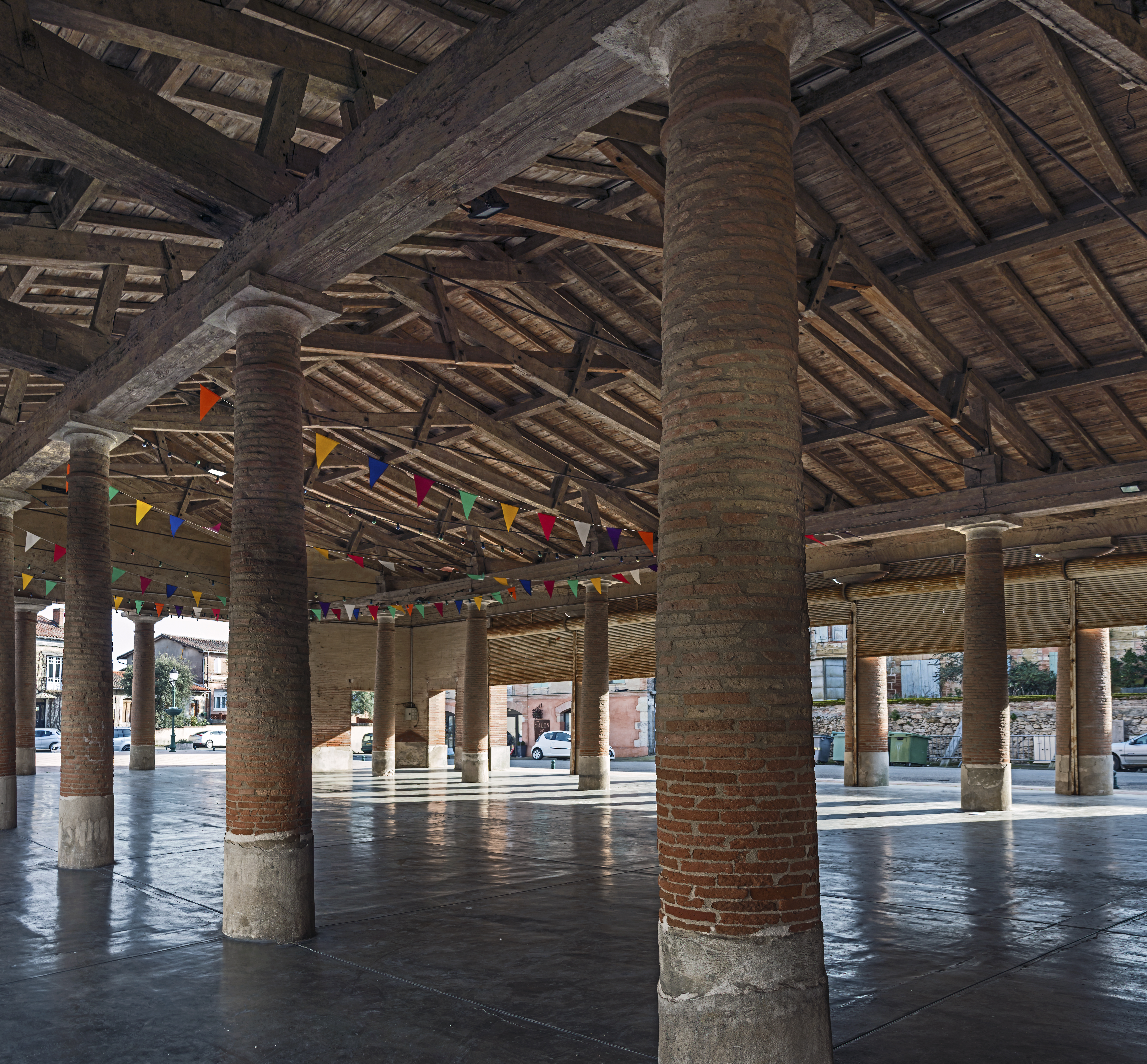
Inne i saluhallen .
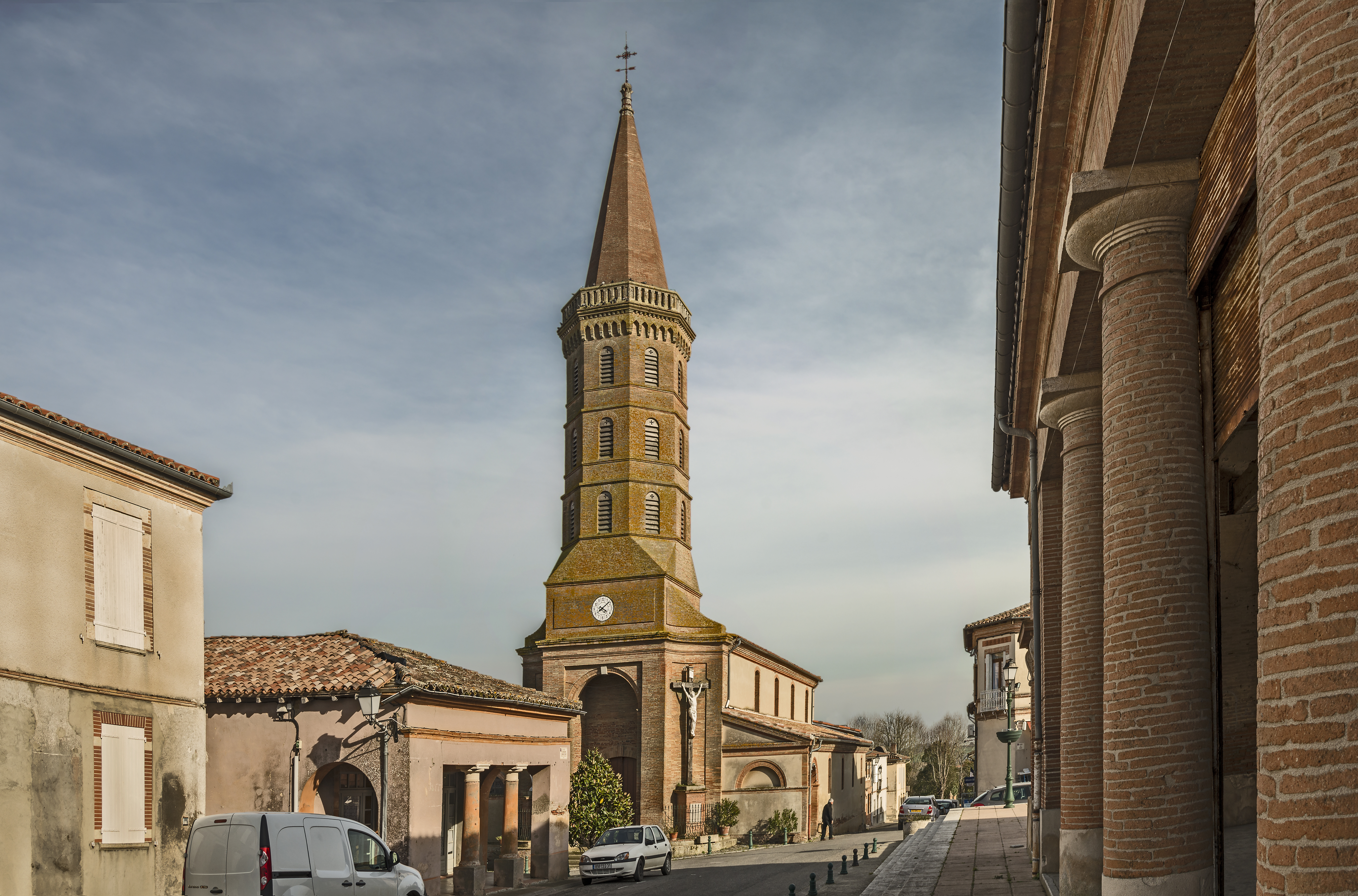
Kyrkan.
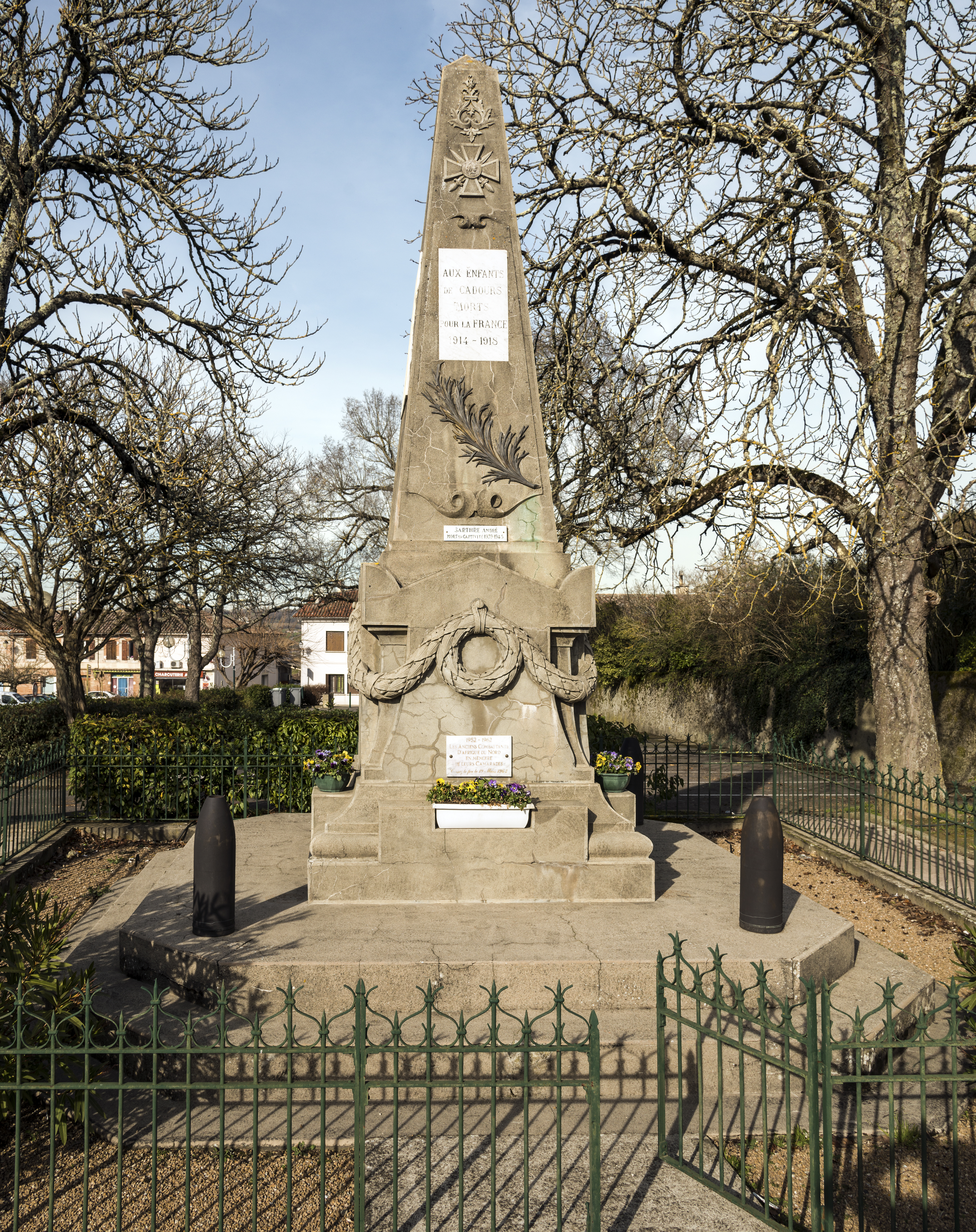